# Prince Chunk
Prince Chunk (còn được gọi là Princess Chunk và Captain Chunk, tên thật: Powder) (1998 - 21 tháng 11 năm 2010) là một con mèo nhà lông ngắn, có lúc được cho là nặng ba mươi chín pound, một kỷ lục thế giới.
Nó được tìm thấy ở Voorhees, New Jersey, vào ngày 26 tháng 7 năm 2008, bởi Animal Control, tổ chức quyết định đặt tên nó là "Captain Chunk". Sau khi tìm kiếm chủ sở hữu của mình, người ta thấy rằng tên của con mèo thực tế là Powder và nó đã bị Donna Oklatner, một cư dân Voorhees già bỏ rơi. Oklatner tuyên bố cô không đủ khả năng để chăm sóc con mèo khi cô bị mất nhà trong các thủ tục bị tịch thu nhà.
Sau đó, nó được Donna Damiani nhận nuôi từ Trại bảo vệ động vật hạt Camden ở New Jersey và vào tháng 8 năm 2008, cân nặng của nó lúc nỳ đã giảm xuống còn 22 pound.
Theo Kỷ lục Guinness Thế giới, con mèo mướp lớn nhất có cân nặng bốn mươi sáu pound và mười lăm ounce. Kể từ đó, các nhà xuất bản đã loại bỏ danh mục này để ngăn chặn việc cố tình cho ăn quá mức và có thể gây hại cho mèo.
Mèo Captain Chunk ấy đã xuất hiện trên truyền hình trên Live with Regis và Kelly, Good Morning America, Fox News và MSNBC, dựa trên cân nặng được báo cáo của nó, tuy vậy lại không có nguồn tin đáng tin cậy về cân nặng chính xác của con mèo vào tháng 7 năm 2008. Một tờ báo cho biết "các quan chức của văn phòmg trú ẩn động vật nói rằng họ cảm thấy bối rối vì sự khác biệt", sau khi gia đình Damiani phát hiện ra rằng con mèo chỉ nặng hơn 22 pound, "vài ngày sau khi" nhận con mèo này.
Prince Chunk qua đời vào ngày 21 tháng 11 năm 2010, vì bệnh tim.